# Melodifestivalen 1997
El Melodifestivalen 1997 fue retransmitido por la Radio Televisión Sueca el 8 de marzo de 1997 desde el Eriksbergshallen en Gotemburgo. La presentación corrió a cargo de Jan Jingryd, y la dirección de orquesta fue de Curt-Eric Holmquist.
| Nr. | Artista           | Canción                        | Texto/Música                                     | Puntos | Posición |
| --- | ----------------- | ------------------------------ | ------------------------------------------------ | ------ | -------- |
| 1   | Monia Sjöström    | Nu idag                        | Lasse Sahlin y Peter Karlsson                    | 11     | 11       |
| 2   | Photogenique      | Nattens änglar                 | Jonas Berggren                                   | 0      | 12       |
| 3   | Robert Randquist  | Hand i hand                    | Martin Klaman,Björn Johansson y Maurizio Sorrone | 55     | 5        |
| 4   | N-Mix             | Där en ängel hälsat på         | Pernilla Emme Alexandersson y Per Andréasson     | 68     | 2        |
| 5   | Jim Jidhed        | Charlie                        | John Ekedahl y Jim Jidhed                        | 12     | 10       |
| 6   | Nick Borgen       | World Wide Web                 | Nick Borgen                                      | 26     | 9        |
| 7   | Andreas Lundstedt | Jag saknar dig, jag saknar dig | Alexander Bard, Ola Håkansson y Tim Norell       | 32     | 7        |
| 8   | Garmarna          | En gång ska han gråta          | Py Bäckman y Mats Wester                         | 28     | 8        |
| 9   | B.I.G.            | Jag ska aldrig lämna dig       | Peo Thyrén, Richard Evenlind y Stefan Almqvist   | 40     | 6        |
| 10  | Wille Crafoord    | Missarna                       | Wille Crafoord                                   | 65     | 3        |
| 11  | Cajsalisa Ejemyr  | Du gör mig hel igen            | Robyn Carlsson, Ulf Lindström y Johan Ekhé       | 56     | 4        |
| 12  | Blond             | Bara hon älskar mig            | Stephan Berg                                     | 80     | 1        |

## Sistema de Votación
| Artista      | Luleå | Umeå | Sundsvall | Falun | Estocolmo | Karlstad | Örebro | Norrköping | Växjö | Malmö | Gotemburgo | Total | Posición |
| ------------ | ----- | ---- | --------- | ----- | --------- | -------- | ------ | ---------- | ----- | ----- | ---------- | ----- | -------- |
| Sjöström     | -     | -    | -         | 6     | 1         | -        | -      | 4          | -     | -     | -          | 11    | 11       |
| Photogenique | -     | -    | -         | -     | -         | -        | -      | -          | -     | -     | -          | 0     | 12       |
| Randquist    | -     | 4    | 10        | 2     | 2         | 12       | 2      | 12         | 4     | 6     | 1          | 55    | 5        |
| N-Mix        | 8     | 12   | 1         | -     | -         | 10       | 1      | 8          | 12    | 4     | 12         | 68    | 2        |
| Jidhed       | -     | -    | -         | 1     | -         | -        | 10     | 1          | -     | -     | -          | 12    | 10       |
| Nick Borgen  | 1     | 1    | -         | -     | 6         | 1        | 6      | -          | 1     | 2     | 8          | 26    | 9        |
| Lundstedt    | 4     | -    | -         | 4     | 4         | 2        | -      | -          | 2     | 10    | 6          | 32    | 7        |
| Garmarna     | -     | 6    | 8         | -     | -         | -        | -      | -          | -     | 12    | 2          | 28    | 8        |
| B.I.G.       | 2     | 2    | 4         | 8     | -         | 4        | 8      | 2          | 10    | -     | -          | 40    | 6        |
| Crafoord     | 12    | 10   | 6         | 10    | 12        | -        | -      | 6          | 8     | 1     | -          | 65    | 3        |
| Ejemyr       | 10    | -    | 2         | 12    | 8         | 8        | 4      | -          | -     | 8     | 4          | 56    | 4        |
| Blond        | 6     | 8    | 12        | -     | 10        | 6        | 12     | 10         | 6     | -     | 10         | 80    | 1        |

- N-Mix era Pernilla Emme - Alexandersson. Anteriormente había sido parte del coro de Noruega en el Festival de la Canción de Eurovisión 1990, y participó en la edición de 1993 del Melodifestivalen.